# Zeitschrift für Erbrecht und Vermögensnachfolge
Die Zeitschrift für Erbrecht und Vermögensnachfolge – ZEV ist eine deutschsprachige Fachzeitschrift auf dem Gebiet des Erbrechts und des Steuerrechts mit Bezügen zu der Vermögensnachfolge. Sie erscheint im Verlag C.H. Beck, München.

## Erscheinungsweise
Die ZEV erscheint monatlich seit 1994. Seit dem Jahrgang 2000 ist sie auch online abrufbar. Sie wird von Fachleuten als eine der führenden Fachzeitschriften auf den Gebieten des Erbrechts und Erbschaftsteuerrechts angesehen.

## Gegenstand und Zielgruppe
Heftthemen sind die private und unternehmerische Vermögensnachfolge in ihren rechtlichen und steuerrechtlichen Facetten. Sie verbindet damit insbesondere die Gebiete des einschlägigen Zivilrechts (vor allem Erb- und Schenkungsrecht), Gesellschaftsrechts und Steuerrechts (vor allem Erbschaft- und Schenkungsteuerrecht). Sie wendet sich mit dem Abdruck der wichtigen obergerichtlichen Entscheidungen an professionelle Berater auf diesen Gebieten, wie Rechtsanwälte, Notare, Steuerberater, Wirtschaftsprüfer, aber auch an Juristen und Steuerfachleute in Banken und Wirtschaftsunternehmen.
Namhafte Autoren (z. B. BGH-Richter, Professoren, Notare, Fachanwälte für Erbrecht und Steuerrecht etc.) setzen sich in Aufsätzen, Kurzbeiträgen und Anmerkungen mit aktuellen Entwicklungen in Gesetzgebung sowie Rechtsprechung auseinander, bieten Lösungsvorschläge für sich in der Praxis ergebende Probleme und zeigen Gestaltungsmöglichkeiten auf.
Schwerpunkthefte, z. B. zum internationalen Recht, zeigen die ganze Bandbreite eines Themenbereichs auf. Die ZEV-Redaktion veranstaltet jährlich zwei ZEV-Jahrestagungen, die in Berlin und München durchgeführt werden. Bei den Jahrestagungen berichten Experten zu aktuellen Themen des Erbrechts und des die Vermögensnachfolge betreffenden Steuerrechts. Die ZEV gehört zu den Zeitschriften, die in führenden Kommentaren (z. B. dem Palandt) sowie auch von BGH und Obergerichten in ihren Urteilsbegründungen vielfach zitiert werden.

## Zitierweise
Auf einzelne Artikel verweist man durch Angabe des Kürzels „ZEV“, des Jahrgangs und der Seite. Bei Verweisen auf Gerichtsentscheidungen, die in der ZEV abgedruckt worden sind, wird zusätzlich das Gericht genannt. So steht beispielsweise die Angabe „BGH ZEV 2007, 534“ für ein Urteil des Bundesgerichtshofes („Streitwert bei pflichtteilsrechtlichem Auskunftsanspruch“), das im Jahrgang 2007 auf Seite 534 abgedruckt war.